# Czechowskije Miedwiedi
Czechowskije Miedwiedi; (ros. Чеховские медведи) – męski klub piłki ręcznej z Rosji. Został założony w 2001 roku z siedzibą w mieście Czechow. Klub powstał z fuzji CSKA Moskwa z Akademią Sportową z Czechowa. W 2013 klub wycofał się z rozgrywek Ligi Mistrzów, ze względu na problemy finansowe, zaległości płacowe względem pracowników i zawodników klubu. W latach następnych występował już w fazie grupowej Ligi Mistrzów.

## Sukcesy
- Mistrzostwo Rosji:
  -  1994, 1995, 2000, 2001, 2002, 2003, 2004, 2005, 2006, 2007, 2008, 2009, 2010, 2011, 2012, 2013, 2014, 2015, 2016
- Puchar Rosji:
  -  2009, 2010, 2011, 2012, 2013
- Puchar Zdobywców Pucharów:
  -  2006